# Lucas Wolf (Fußballspieler)
Lucas Mika Wolf (* 28. August 2001 in Eckernförde) ist ein deutscher Fußballspieler.

## Karriere
Wolf begann in Gettorf im schleswig-holsteinischen Kreis Rendsburg-Eckernförde beim Gettorfer SC mit dem Fußballspielen, bevor er in die Jugend von Holstein Kiel wechselte. Dort spielte er u. a. mit den B1-Junioren (U17) in den Spielzeiten 2016/17 und 2017/18 in der B-Junioren-Bundesliga. In der Saison 2018/19 wurde Wolf mit den A-Junioren (U19) Meister der A-Junioren-Regionalliga Nord und stieg in die A-Junioren-Bundesliga auf. Dort zählte er in der Saison 2019/20, seinem letzten Juniorenjahr, bis zum Saisonabbruch aufgrund der COVID-19-Pandemie zum Stammpersonal.
In der Sommerpause 2020 wechselte Wolf auf Leihbasis zum Erzrivalen VfB Lübeck, bei dem er zunächst für die zweite Mannschaft eingeplant war, die in der fünftklassigen Oberliga Schleswig-Holstein spielte. Während der Vorbereitung durfte der offensive Mittelfeldspieler unter dem Cheftrainer Rolf Martin Landerl mit der Profimannschaft trainieren, die zuvor in die 3. Liga aufgestiegen war. Nachdem Wolf im letzten Testspiel gegen den Zweitligisten SC Paderborn 07 ein Tor erzielt hatte, debütierte er am ersten Spieltag beim 1:1-Unentschieden gegen den Mitaufsteiger 1. FC Saarbrücken kurz vor dem Spielende als Einwechselspieler im Profifußball. In der Folge gehörte der 19-Jährige fest dem Profikader an und absolvierte insgesamt 11 Drittligaspiele (3-mal von Beginn). Für die zweite Mannschaft kam der Mittelfeldspieler lediglich einmal zum Einsatz, da der Oberliga-Spielbetrieb aufgrund der Corona-Pandemie ab November 2020 eingestellt wurde. Nach dem Ende der Drittligasaison 2020/21, die für den VfB mit dem Abstieg in die Regionalliga Nord endete, verließ Wolf den Verein mit seinem Vertragsende.
Zur Saison 2021/22 kehrte Wolf zu Holstein Kiel zurück und steht im Kader der zweiten Mannschaft in der Regionalliga Nord. Dort zählte er zum Stammpersonal und kam in der Gruppenphase in allen 20 Spielen zum Einsatz (16-mal von Beginn), wobei er 2 Tore zum Gewinn der Gruppe Nord und Einzug in die Meisterrunde beisteuerte. Im März 2022 stand Wolf unter Marcel Rapp erstmals für die Profimannschaft in der 2. Bundesliga im Spieltagskader, wurde jedoch nicht eingewechselt. Am 8. Mai 2022 debütierte er in der zweithöchsten deutschen Spielklasse, als er bei einem 3:0-Sieg gegen den 1. FC Nürnberg im Laufe der zweiten Halbzeit eingewechselt wurde. Bis zum Saisonende kam er auf eine weitere Einwechslung; für die zweite Mannschaft lief er insgesamt 25-mal (21-mal in der Startelf) in der Regionalliga auf und erzielte 2 Tore. Zur Saison 2022/23 erhielt Wolf einen Profivertrag bis zum 30. Juni 2024. Er kam jedoch zu keinem Ligaeinsatz und wurde lediglich einmal im DFB-Pokal eingewechselt. In der Saison 2023/24, in der die Kieler in die Bundesliga aufstiegen, wurde Wolf in keinem Wettbewerb berücksichtigt. Er kam stattdessen 28-mal (2022/23) bzw. 29-mal (2023/24) in der Regionalliga Nord zum Einsatz und erzielte insgesamt 3 Tore.
Nach seinem Vertragsende wechselte Wolf zur Saison 2024/25 ablösefrei zum Drittligisten SV Sandhausen. Nach dem Abstieg des SV Sandhausen aus der 3. Liga wechselte Wolf zur Spielzeit 2025/26 zu Viktoria Köln.

## Titel
- Meister der A-Junioren-Regionalliga Nord und Aufstieg in die A-Junioren-Bundesliga Nord/Nordost: 2019